# Seldžuško cesarstvo
Seldžuško cesarstvo (perzijsko آل سلجوق, latinizirano: Āl-e Saljuq, dob. 'hiša Saljuq') ali Veliko seldžuško cesarstvo  je bilo visoko srednjeveško turško-perzijsko sunitsko muslimansko cesarstvo, ki izvira iz ljudstva Kinik, veje Oguških Turkov.  V največjem obsegu je cesarstvo nadziralo obsežno območje, ki se je razprostiralo od zahodne Anatolije in Levanta do Hindukuša na vzhodu ter od Srednje Azije do Perzijskega zaliva na jugu.
Seldžuško cesarstvo sta ustanovila Togrul beg (990–1063) in njegov brat Čagri beg (989–1060) leta 1037. Seldžuki so iz domovine blizu Aralskega jezera napredovali najprej v Horasan in nato v celinsko Perzijo, preden so na koncu osvojili Bagdad in vzhodno Anatolijo. Tu so Seldžuki leta 1071 dobili bitko pri Manzikertu in osvojili večino Anatolije od Bizantinskega cesarstva, kar je postalo eden od razlogov za prvi križarski pohod (1095–1099). Od c. 1150–1250 se je Seldžuško cesarstvo zmanjšalo, Mongoli so ga napadli okoli leta 1260. Mongoli so Anatolijo razdelili na emirate. Sčasoma bi eden od teh, Osmanski, osvojil še ostale.
Seldžuk je dal ime tako cesarstvu kot  rodbini. Združili so zdrobljeno politično pokrajino vzhodnega islamskega sveta in so igrali ključno vlogo v prvem in drugem križarskem pohodu. Zelo perzijski  v kulturi in jeziku, so tudi Seldžuki igrali pomembno vlogo pri razvoju turško-perzijske tradicije , in so perzijsko kulturo izvažali v Anatolijo. Naselitev turških plemen v severozahodnih obrobnih delih cesarstva je zaradi strateškega vojaškega namena preprečevanja vpadov iz sosednjih držav privedla do postopne turkizacije teh območij.

## Ustanovitelj rodbine
Na začetku 10. stoletja je poglavar Seldžukov beg Dudak (prvotno Selčuk, umrl 922) zaradi plemenskih sporov pobegnil iz Turkestana v perzijsko provinco Dženda, prestopil v islam, sodeloval v notranjih vojnah v Perziji, služil v hazarski vojski in se nato vrnil v domovino, kjer se je ponovno oklical za poglavarja. 

## Širitev cesarstva
Seldžuki so bili zavezani s perzijskimi samanidskimi šahi proti Karahanidom. Samanidi so padli pod Karahanide v [Transoksanija|Transoksaniji]] (992–999), vendar pa so se potem pojavili Gaznavidi. Seldžuki so se vključili v ta boj moči v regiji, preden so ustanovili svojo neodvisno bazo.	

### Togrul beg in Čagri beg
Togrul beg je bil vnuk Seldžuka in Čaghrijev brat, pod katerim so Seldžuki od Gaznavidov izborili cesarstvo. Sprva je Seldžuke zavrnil cesar Mahmud Gaznavidski in so se umaknili v Horezm. Nekaj let kasneje so Gaznavidi premagali še Togrulovega in Čagrijevega strica v Horasanu, zato sta se oba odpravila v Horasan in leta 1028-1029 osvojila mesti Merv in Nišapur . Kasneje so z njunimi nasledniki čez Horasan in Balk večkrat napadli in trgovali z ozemljem ter leta 1037 celo oplenili Gazni . Leta 1040 v bitki pri Dandanakanu so odločno premagali Mas'uda I. Gaznavidskega in ga prisilili, da je večino zahodnih ozemelj prepustil Seldžukom, sam pa pobegnil v Lahore. Leta 1048–9 so seldžuški Turki, ki jim je poveljeval Ibrahim Jinal, brat sultana Togrula, izvedli prvi vpad v bizantinsko obmejno območje Iberije in se 10. septembra 1048 spopadli s kombinirano bizantinsko-gruzijsko 50.000 glavo vojsko v bitki pri Kapetrouju. Opustošenje, ki ga je zapustil napad Seldžukov je bilo tako, da je bizantinski magnat Eustathios Boilas leta 1051/52 opisal te dežele kot »grde in neobvladljive ... naseljene s kačami, škorpijoni in divjimi zvermi«. Arabski kronist Ibn al-Athir poroča, da je Ibrahim prinesel 100.000 ujetnikov in ogromen plen, naložen na hrbtih deset tisoč kamel . Leta 1055 je Togrul pod naročilom Abasidov zajel Bagdad od šiitskih Bujidov

### Alp Arslan
Alp Arslan, sin Čagri bega, je močno razširil Togrulovo posest, tako da je leta 1064 dodal Armenijo in Gruzijo ter leta 1068 prodrl v Bizantinsko cesarstvo, od katerega je zasegel skoraj vso Anatolijo . Odločna Arslanova zmaga v bitki pri Manzikertu leta 1071 je učinkovito nevtralizirala bizantinski odpor do turške invazije na Anatolijo. Gruzijci so se lahko zavarovali pred invazijo Alp Arslana z varovanjem teme Iberija. Bizantinski umik iz Anatolije je pripeljal Gruzijo v neposrednejši stik s Seldžuki. Leta 1073 so Seldžuški emirji Gandža, Dvin in Dmanisi napadli Gruzijo in premagali Jurija II. Gruzijskega, ki je uspešno zasedel trdnjavo Kars . S povračilnim uporom Seldžuka Amirja Ahmada je ta premagal Gruzijce v Kvelistsikheju .
Alp Arslan je svojim turkmenskim generalom dovolil, da ustanovijo svoje kneževine iz nekdanje bizantinske Anatolije, kot njemu zvesti atabegi. V dveh letih so Turkmeni vzpostavili nadzor do Egejskega morja pod številnimi beghliks (sodobni turški bejliks - kneževine): Saltukidi v severovzhodni Anatoliji, šah Armens in Mengukidi v vzhodni Anatoliji, Artukidi v jugovzhodni Anatoliji, Danišmendi v osrednji Anatoliji, Rum Seldžuški (Beghlik Sulejman, ki se je kasneje preselil v osrednjo Anatolijo) v zahodni Anatoliji in bejlik Tzacha Smirnski v İzmirju (Smirna).

### Malik Šah I.
Pod naslednikom Alp Arslana, Malik šaha in njegovima dvema perzijskima vezirjema Nizām al-Mulk in Tāj al-Mulk se je država Seldžukov razširila v različne smeri, do nekdanje iranske meje izpred arabske invazije, tako da je kmalu mejila na Kitajsko na vzhodu in Bizantince na zahodu. Malik šah je prestolnico preselil iz Raja v Isfahan in ravno v času njegove vladavine je Veliko Seldžuško cesarstvo doseglo svoj zenit . Vojaški sistem Iqta in univerzo Nizāmīyyah v Bagdadu je ustanovil Nizām al-Mulk, vladavina Malik šaha pa je bila zlata doba »velikega Seldžuka«. Abasidski kalif ga je leta 1087 naslovil »sultan vzhoda in zahoda«. V njegovi dobi so Asasini (Hashshashin) iz Hassan-i Sabāha začeli nastajati sila v regiji, umorili so številne vodilne osebnosti v njegovi administraciji; po številnih virih je bil med temi žrtvami tudi Nizām al-Mulk.
Leta 1076 je Malik šah prodrl v Gruzijo in številna naselja spremenil v ruševine. Od leta 1079/80 naprej je na Gruzijo pritiskal, da se je Malik šahu uklonila, in si zagotovil dragoceno mero miru in letne dajatve.